# MacKinnon-gébics
A MacKinnon-gébics (Lanius mackinnoni) a madarak osztályának verébalakúak (Passeriformes) rendjén belül a gébicsfélék (Laniidae) családjába tartozó faj. Trópusi és szubtrópusi erdők és szavannák lakója.
A magyar név forrással nincs megerősítve, lehet, hogy az angol név tükörfordítása (Mackinnon's Shrike).

## Előfordulása
Angola, Burundi, Kamerun, a Kongói Köztársaság, a Kongói Demokratikus Köztársaság, Egyenlítői-Guinea, Gabon, Kenya, Nigéria, Ruanda, Tanzánia és Uganda területén honos.

## Külső hivatkozás
- Képek az interneten a fajról
- Internet Bird Collection - videók a fajról